# Malaysia Open 1956
Die Malaysia Open 1956 im Badminton fanden vom 3. bis um 6. August 1956 in Singapur statt.

## Finalergebnisse
| Disziplin    | Sieger                      | Finalist                   | Ergebnis           |
| ------------ | --------------------------- | -------------------------- | ------------------ |
| Herreneinzel | Ong Poh Lim                 | Eddy Yusuf                 | 15-8, 15-12        |
| Dameneinzel  | Yang Weng Ching             | Tan Gaik Bee               | 4-11, 12-10, 11-6  |
| Herrendoppel | Ong Poh Lim Ismail Marjan   | Abdullah Piruz Mok Yat Wah | 15-2, 15-6         |
| Damendoppel  | Yang Weng Ching Oei Lin Nio | Tan Gaik Bee Helen Heng    | 13-15, 15-8, 15-9  |
| Mixed        | Abdullah Piruz Chia Pik Sim | Chan Kon Leong Jessie Ong  | 15-3, 12-15, 15-12 |